# Stöckener Bach (Wupper)
Der Stöckener Bach ist ein etwas über 1 Kilometer langes Fließgewässer in der bergischen Großstadt Solingen und ein westlicher und rechter Zufluss der Wupper. Er ist nach der Ortslage Stöcken benannt, bei der er entspringt.

## Geographie

### Quelle und Verlauf
Der Stöckener Bach entspringt in einer Quelle südlich vom ehemaligen Rasspe-Gelände in Stöcken und östlich der Haarnadelkurve der Landesstraße 427 im Solinger Stadtbezirk Mitte. Er fließt parallel zur Straße Stöcken durch ein kleines bewaldetes Bachtal und entwässert einen Höhenzug, den Bereich Hasseldelle, am Rande des Westlichen Wupperengtals in Richtung Wupper. Die Länge des Bachs wird mit rund 1,1 Kilometern angegeben. Nachdem er das Wasser mehrerer kleiner Zuflüsse der Hasseldelle aufgenommen hat, durchfließt er südlich von Kohlfurth einen Teich. Er quert den Wanderweg Erlebnisweg Wupper und mündet schließlich im Bereich der südlichen Brücke der Landesstraße 74 vor der Kläranlage Kohlfurth von Westen und von rechts in die Wupper.

### Zuflüsse
Aufgeführt sind alle Zuflüsse des Stöckener Bachs, die in der amtlichen Gewässerkarte der Stadt Solingen mit eigenem Namen eingezeichnet sind: Längen nach dem FlussGebietsGeoinformationsSystem des Wupperverbandes
- Stöckener Siefen (rechts), 0,19 km
- Hasseldeller Siefen (rechts), 0,25 km
- Hasseldeller Bach (rechts), 0,3 km
- Kirschbaumsklauberger Bach (rechts), 0,41 km